# Линди-хоп

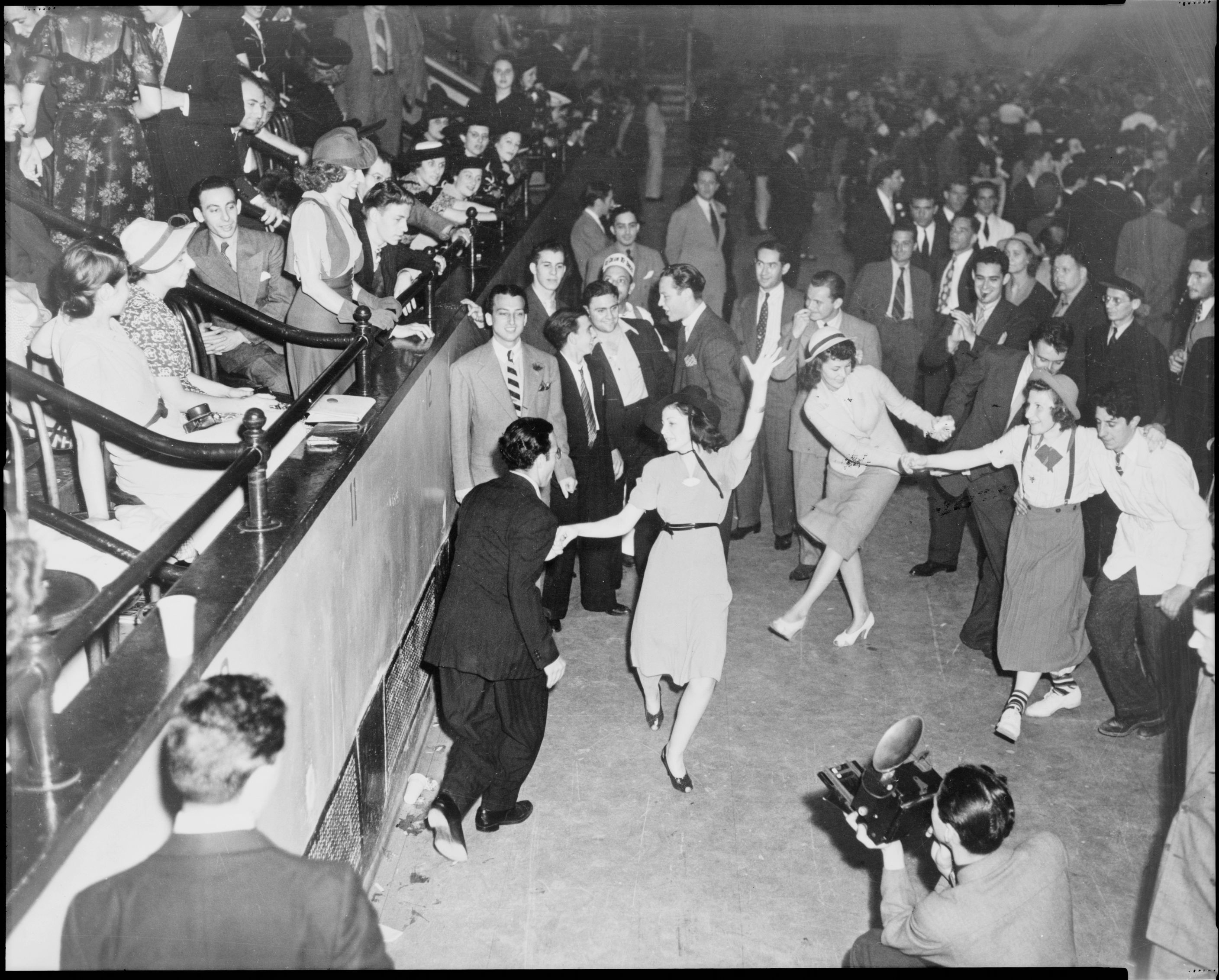
Джиттербаг, 1938 г.

Линди-хоп (от англ. lindy hop, [lindi hɔp]) — афроамериканский танец, появившийся в Нью-Йорке в 1920-х — 1930-х годах. Линди-хоп развивался параллельно с джазовой музыкой и относится к свинговым танцам. Он вобрал в себя черты чарльстона, тепа (тэпа) и других танцев, существовавших одновременно с ним, и явился родоначальником целого направления.
Рождение танца относят к 1920–1930-м годам, когда на гарлемских задворках появился регтайм, когда афроамериканские биг-бенды ездили на автобусах по всей Америке и в каждом городе собирали большие залы желающих приобщиться к новой музыке с особым синкопированным ритмом. Под эту музыку уже нельзя было танцевать так, как раньше. Родилась принципиально новая танцевальная эстетика, эклектичная, сочетающая в себе черты народных африканских танцев, степа и белого чарльстона одновременно. Во главу угла была поставлена импровизация. Свинг нес свободу, раскрепощённость и терпимость, как будто осознанно подпитывая людей оптимизмом в преддверии мирового экономического кризиса, угрозы нацизма и войны. В 1935 году началась свинговая лихорадка. Линди-хоп — кульминация развития свинга, линди-хоп триумфально прошёл по Америке, затем, в военные годы, вместе с американскими солдатами перебрался через океан и, немного видоизменившись, обосновался в Европе как буги-вуги.

## История

### Формирование
Линди-хоп зародился в конце 1920-х в Гарлеме, его прямыми предками были чарльстон, колледж-шэг, брейкэвей и тексас-томми. Создателями танца были афроамериканцы, и в нём встречаются как африканские, так и конкретно афроамериканские элементы. В то же время композитный характер линди-хопа включает и влияние бальных танцев начала XX века.
Афроамериканцы, мигрировавшие в Сан-Франциско из Техаса и Луизианы, начали развивать знакомые им танцы с плантаций, породив тексас-томми, в котором возникло важное новшество: секции «брейкэвея», во время которых партнёрша «вырывается» (англ. breaks away) из рук мужчины, и оба синхронно исполняют импровизированные движения или же танцуют сольно, затем возвращаясь в закрытую позицию. Городские танцевальные залы на Восточном побережье стали местом сплава, развития и усложнения составных элементов линди.
Первый всплеск популярности танца связан с Джорджем Сноуденом, который исполнил линди-хоп на танцевальном марафоне в Манхэттенском казино. Сноуден танцевал с прямым корпусом, но выполнял сложные последовательности движений ногами, нехарактерные для современного линди-хопа.
Дальнейшая популяризация произошла благодаря Фрэнки Мэннингу, добавившему в танец акробатические элементы, такие как перекидывание ведомого партнёра через спину, и движения для группового исполнения. Также изначально линди-хоп танцевали в восьмидольном ритме, однако в 1930-х годах танцевальные школы изобрели шестидольный, более простой для исполнения ритм для привлечения клиентов. 

### Эпоха свинга
Эпоха свинга стала золотым временем для линди-хопа. Главной площадкой для свинга был танцевальный зал Savoy Ballroom в Гарлеме: это был один из немногих несегрегированных залов, а патроны там давали танцующим чаевые, что мотивировало их импровизировать и изобретать новые движения. Помимо этого, лучшие линди-хопперы еженедельно соревновались за призы в соревнованиях на танцплощадках в Savoy Ballroom и Appollo Theatre, а также на ежегодном балу Harvest Moon Ball в Мэдисон-сквер-гарден. Savoy также платил лучшим танцорам за выступления перед туристами; так зарабатывал и Мэннинг, и его партнёрша Фрида Уошингтон, и другие звёзды линди-хопа: «королева свинга» Норма Миллер, Эл Миннс, Пепси Бител и Леон Джеймс.
К середине 1930-х годов линди-хоп танцевали огромные массы американской молодёжи, о нём выходили сотни статей в прессе. Так как в моду вошла более спокойная музыка, подбрасывания партнёров и высокие прыжки уступили место скачкам и пинкам, а танец стали называть «джиттербаг» (англ. jitterbug). Танцоры-профессионалы же продолжали пытаться превзойти друг друга в сложности трюков (воздушной акробатики) и движений. Вышибала Savoy Ballroom Герберт Уайт, известный под псевдонимом «Уайти», организовал профессиональные труппы танцоров, которые выступали в ночных клубах, театрах, на Бродвее (The Hot Mikado и Swingin’ the Dream), в музыкальном зале на Всемирной выставке и на сценах по всему миру. Они попали и на большой экран, в том числе их можно увидеть в фильмах A Day at the Races и Hellzapoppin'. Труппа носила разные имена, но чаще всего назывались Whitey's Lindy Hoppers. Фрэнки Мэннинг стал её хореографом, помимо него там танцевали Норма Миллер, Уилла Мэй Рикер, Леон Джеймс и Эл Миннс.
Влияние линди-хопа на американскую культуру огромно. В Европе его зачастую называли просто «американским танцем». В 1943 году журнал Life посвятил этому танцу заглавную статью, в которой назвал линди и чечётку «единственными исконными и подлинно-американскими танцами».

### Упадок
Вторая мировая война стала началом упадка линди-хопа. Танцоров-мужчин из Whitey's Lindy Hoppers забрали на фронт, большие оркестры ушли с танцевальных площадок, а свинговые танцы постепенно уступили место таким, в которых партнёры не касаются друг друга. Появление рок-н-ролла и таких коллективов как Bill Haley & His Comets вызвало небольшой подъём для линди-хопа, но затем интерес к нему упал.

### Возрождение
В 1980-е годы парные танцы снова вошли в моду, и свинг тоже вернулся на танцплощадки; Фрэнки Мэннинга и Норму Миллер вновь начали активно приглашать на мастер-классы, в школы танца и на сцену для постановки выступлений.

## Танец линди-хоп
Аналогично чарльстону, являющемуся его прародителем, линди-хоп имеет базовый шаг, состоящий из восьми счётов, и танцуется как соло, так и в паре. В открытой позиции партнёры держат друг друга за одну руку, в закрытой позиции положение рук напоминает положение рук в вальсе. В линди-хопе есть два вида базового шага (англ. basic step): восьмибитный (на 8 долей музыки) и шестибитный (на 6 долей музыки). Все фигуры танца строятся на их основе. Музыка чаще всего делится по 32 бита (4 восьмёрки). В эти 32 бита можно вставить либо 4 фигуры восьмибитного бэйсика, либо 4 фигуры шестибитного и 1 — восьмибитного. Блюзовая музыка имеет 12-тактную форму, что приводит к 12 × 4 = 48 долям. Отличительными чертами джаза как музыкального направления являются импровизация и полиритмия. Линди-хоп, как все другие свинговые танцы, является своего рода визуализацией джаза и даёт практически безграничные возможности отражать всю «своенравность» музыки.
Фигуры и движения:
- Rock step[англ.]
- Swingout[англ.]
  - Texas Tommy[англ.]
- Tuck turn
- Sugar push

### Сноски
1. 1 2 3 4 5 6 7 8 9 10 11 12 13 14 15 16 17 18  Millman, 2005.
2. 1 2 3 4 5 6  Conyers1, 2013.
3. 1 2 3 4 5  Hazzard-Donald, 2009.
4. ↑  Conyers2, 2013.

### Комментарии
1. ↑  Frieda Washington
2. ↑  Whitey
3. ↑  this country's only native and original dance form